# Naga (etnia)
I naga sono un gruppo etnico stanziatosi nello stato indiano del Nagaland e nella parte occidentale della Regione di Sagaing, in Birmania, tra il confine indo-birmano e il fiume Chindwin.

## Storia
Seppur suddivisi in sottogruppi frammentati, da sempre i naga vennero considerati cacciatori di teste, il ché permise loro di resistere per diversi decenni ai colonizzatori britannici nel XIX secolo. Ciò nonostante, la mancata collaborazione tra le varie tribù non garantì loro l'indipendenza sino all'arrivo della prima guerra mondiale, quando i britannici arruolarono circa 17.000 naga per mandarli al fronte in Europa. Tale mossa diede inizio a un sentimento di unità nazionale tra i naga, da cui nacque conseguentemente un movimento indipendentista.
Nel 1947 il Naga National Council intraprese la lotta per l'indipendenza, repressa negli anni successivi dal governo dell'India, anche in seguito alla costituzione dello stato del Nagaland nel 1963. Negli anni novanta vi furono degli scontri armati tra i naga e i kuki-chin.

## Descrizione
I naga si suddividono in almeno 15 tribù con caratteristiche fisiche e culturali molto diverse. Le numerose lingue naga, monosillabiche e politonali, appartengono al gruppo tibeto-birmano e sono costituite da tanti dialetti, ognuno diverso per ogni villaggio. Le principali tribù naga sono gli Ao, i Sangtam, gli Angami, i Lhota, i Chaksegang, i Chang, i Konyak, i Rengma, i Phom, gli Yimchungr, i Khienmungan, i Kalyo-Kenuy, i Tangkhul, gli Zeliang e gli antichi Kuki. Si aggiungono anche gli Arlong, i meticci naga-tibetani dell'Assam, i Kabouri, i Maring e altri gruppi misti naga-kuki-chin che vivono nello stato indiano del Manipur.
I naga costruiscono i loro villaggi su speroni rocciosi vicino all'acqua e si dedicano principalmente alla coltivazione del riso. Alcune tribù hanno adottato la più avanzata coltivazione a terrazza, mentre altre sono legate all'antico metodo jhum ("coltivazione taglia e brucia"). Altre attività a cui si dedicano sono la tessitura, la tintura, la ceramica, la lavorazione dei metalli e l'intaglio del legno. In merito alla pesca, i naga si servono di sostanze tossiche che paralizzano e uccidono i pesci. In Birmania le case a telaio, solitamente fuori terra, sono per lo più costruite su palafitte.
I naga si organizzano sotto diverse forme di governo che variano a seconda della tribù. I Konyak si basano sull'autocrazia, gli Angami sulla democrazia pura, e gli Ao sulla gerontocrazia. La loro discendenza è patrilineare e sono socialmente organizzati sulla base di case comunitarie o morong.

## Aspetto e abbigliamento
I naga indossano abiti prevalentemente a strisce bianche, nere e rosse. La larghezza delle strisce indica l'appartenenza a un certo gruppo. Questi abiti comprendono mantelle di lana (meghala), perizomi per gli uomini e gonne scucite per le donne. I Konyak sono quasi completamente nudi e portano dei tatuaggi, capelli lunghi e grossi tappi per le orecchie.
Uno degli esempi di folclore locale è il costume cerimoniale degli uomini naga, che prevede l'uso di copricapi fatti di piume, ciuffi di capelli e conchiglie. Durante le feste i naga portano con sé delle lance. Il motivo della tigre è molto diffuso nella tradizione naga ed è tipico dei canti e delle danze belliche, nonché dei canti eseguiti a Capodanno, ai funerali e in altre ricorrenze.

## Religione
Il Cristianesimo, introdotto in epoca coloniale, è la religione più diffusa tra i naga. Tuttavia, i culti tradizionali sono ancora praticati. Sono diffusi i culti degli spiriti, la devozione alla dea della fertilità Maweno e alla divinità tigre Tekhuro. I Konyak sono legati al dio del cielo e del tuono Gayang e costruiscono megaliti e steli in pietra delle loro divinità.